# Доу Дань
Доу Дань (кит. упр. 竇丹, пиньинь Dòu Dān; род. 20 января 1993, Китай) — китайская боксёрша. Двукратная чемпионка мира 2018 и 2019 годов. Призёр чемпионата Азии по боксу 2017 года. Член сборной Китая по боксу.

## Карьера
Четырёхкратная победительница национального чемпионата в весовой категории до 69 кг (2013, 2014, 2016 гг.), до 64 кг (2018 год).
На чемпионате мира в Корее, в 2014 году, она стала 7-й в весовой категории до 69 кг.
На чемпионате Азии 2017 года во Вьетнаме завоевала серебряную медаль в весовой категории до 64 кг.
На 10-м чемпионате мира по боксу среди женщин в Индии, в финале, 24 ноября 2018 года, китайская спортсменка встретилась с украинской атлеткой Марией Бова, одержала победу со счётом 5:0 и завершила выступление на первом месте, завоевав золотую медаль.
Предолимпийский чемпионат мира 2019 года, который состоялся в Улан-Удэ в октябре, китайская спортсменка завершила финальным поединком, победив итальянскую спортсменку Анджелу Карини по единогласному решению судей. В результате на одиннадцатом чемпионате мира по боксу среди женщин она завоевала титул чемпионки мира, второй раз подряд.